# المبشرون الخيرية
المبشرون الخيرية هي طائفة دينية كاثولوكية لاتينية أسستها الأم تريزا عام 1950 ميلادي، وتعرف الآن باسم كنيسة الأم تريزا كلكتا ككنسية كاثولوكية.
بلغ عدد الراهبات فيها في عام 2020 ميلادي 5167 راهبة، وقد كان من أحد طرق التعبير عن الأنتماء باستخدام الأحرف الأولى من الأمر، "M.C.
وعلى المصلين الإلتزام ببعض العهد كعهد العفة وعهد الفقر والطاعة والنذر الرابع الذي يعني تقديم خدمة صادقة ومجانية للفقراء أما اليوم فقد أصبح يتكون النظام من كل من الفروع التأملية والنشطة في عدة دول.